# Italiani di Odessa
Gli italiani di Odessa sono stati una minoranza etnica un tempo residente a Odessa, città dell'Ucraina meridionale, sul mar Nero.

## Storia
Gli italiani di Odessa sono menzionati per la prima volta su documenti del Duecento, quando sul territorio della futura Odessa, città dell'Ucraina meridionale sul mar Nero, fu ubicato l'ancoraggio delle navi commerciali genovesi chiamato "Ginestra", chiamato così forse per la pianta di ginestra, molto diffusa nelle steppe del mar Nero.
La nuova affluenza degli italiani nel Sud dell'Ucraina crebbe particolarmente con la fondazione di Odessa nel 1794. Tutto questo fu facilitato del fatto che alla guida dell'appena fondata capitale del bacino del Mar Nero c'era un napoletano di origine spagnola (Giuseppe De Ribas), in carica fino al 1797.

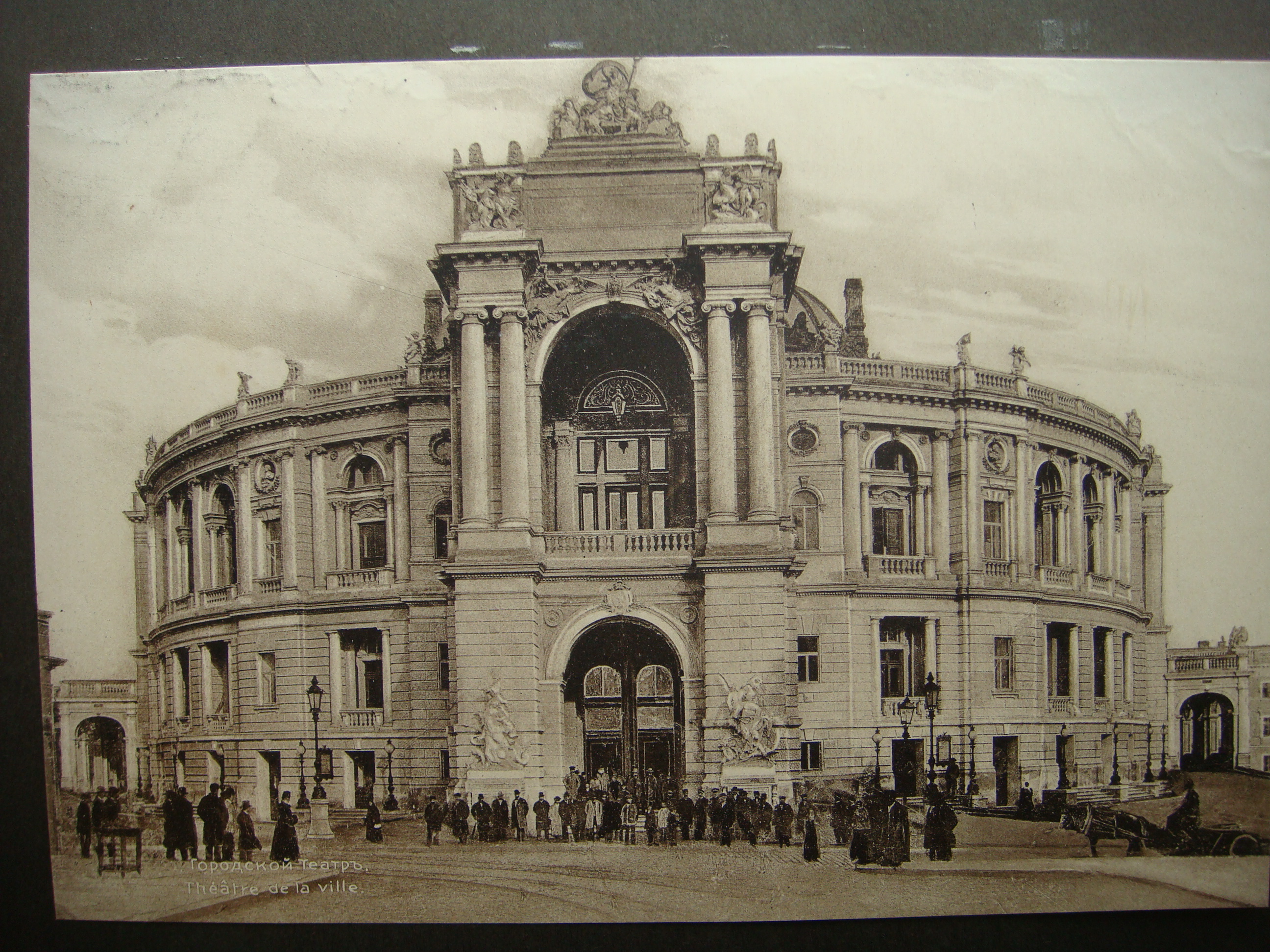
Il teatro di Odessa. Fu avviato con l'importante contributo degli italiani di Odessa

Nel 1797 si contavano a Odessa circa 800 italiani, pari al 10% della popolazione totale: si trattava per lo più di commercianti e marinai napoletani, genovesi e livornesi, a cui poi si aggiunsero artisti e tecnici, artigiani, farmacisti e insegnanti.

Dal 1798 a Odessa erano presenti i consoli di Napoli, della Sardegna e della Corsica. Successivamente il consolato di Sardegna fu trasformato in consolato italiano.
Agli inizi dell'Ottocento la comunità italiana cominciò ad avere un ruolo importante nella vita pubblica e commerciale della città. La lingua italiana iniziò a diffondersi e con il passare del tempo entrò nella sfera delle comunicazioni degli uomini d'affari: signor, ecco, conti, cambiali, assegni, contratti, corrispondenza commerciale, contabilità – tutto era scritto in italiano. Inoltre, il bisogno di conoscere le lingue straniere – tra cui l'italiano – portò all'insegnamento di russo, greco e italiano nella prima scuola di Odessa fondata nel 1800.
All'inizio del XIX secolo la colonia italiana era composta in primo luogo da commercianti, marinai e militari in servizio nell'Armata russa. Principalmente erano napoletani, genovesi e livornesi. Seguirono rappresentanti dell'arte, artigiani, farmacisti e insegnanti di varie materie.
Ad Odessa gli italiani furono anche proprietari di panifici, fabbriche di pasta e gallette e più tardi nel periodo 1794-1802 sorsero le prime società commerciali di proprietà italiana. In seguito gli italiani diventarono titolari di ristoranti, caffetterie, pasticcerie, casinò, alberghi. Alcuni di loro operarono fino all'inizio del Novecento. Per esempio, il 'Casino del Commerce', alla fine degli anni 30 del XIX secolo fu l'unica caffetteria della città e il lussuoso locale Fanconi, caffetteria-pasticceria, fondata a Odessa negli anni 1870, conquistò un enorme prestigio.
Le case commerciali principali italiane con un fatturato di quattro milioni di rubli erano le famiglie Cortazzi, Ralli e con un fatturato di due milioni di rubli la famiglia Porro.
I gioiellieri, gli scultori e i marmisti italiani furono celebri a Odessa sin dalla sua fondazione e fino alla rivoluzione del 1917. I cognomi italiani, ancora oggi, vengono spesso associati agli architetti. Molti edifici importanti di Odessa furono costruiti appunto da italiani; e non solo architetti ma anche appaltatori, costruttori, carpentieri ebbero una parte importante. Gli italiani inoltre giocarono una parte importante anche nell'avvio del teatro a Odessa. Persino oggi, guardando il repertorio del teatro lirico e del balletto di Odessa, si mantiene il tributo alla tradizione italica.
L'insegnamento ampiamente praticato della lingua italiana contribuì alla comparsa di una serie di manuali e testi scolastici e si può sicuramente dire che Odessa procurò non solo per l'Ucraina ma anche per la Russia i mezzi di studio della lingua italiana. Nel 1905 Sperandeo (professore dell'Università di Novorossia, insegnante di italiano e presidente dal 1901 del comitato di Odessa della Società Dante Alighieri, rimasto in città fino alla rivoluzione del 1917) contò a Odessa 50 cittadini italiani: altri 600 secondo lui furono gli italiani soltanto di nome (ma imparentati con italiani). La rivoluzione del 1917 fece ripartire molti italiani per l'Italia, o per altre città dell'Europa. In epoca sovietica degli italiani di Odessa ne rimasero solo poche decine, la maggior parte dei quali non conosceva la propria lingua. Con il tempo si sono fusi con la popolazione locale, perdendo le connotazioni etniche di origine: